# Megacollybia
Megacollybia är ett släkte av svampar. Enligt Catalogue of Life ingår Megacollybia i familjen Marasmiaceae, ordningen Agaricales, klassen Agaricomycetes, divisionen basidiesvampar och riket svampar, men enligt Dyntaxa är tillhörigheten istället familjen Porotheleaceae, ordningen Agaricales, klassen Agaricomycetes, divisionen basidiesvampar och riket svampar.
|              | Collybiopsis                               |
|              |                                            |
|              | Marasmiellus                               |
|              |                                            |
|              | Glabrocyphella                             |
|              |                                            |
|              | Nothopanus                                 |
|              |                                            |
|              | Marasmius                                  |
|              |                                            |
|              | Calyptella                                 |
|              |                                            |
|              | Calathella                                 |
|              |                                            |
|              | Crinipellis                                |
|              |                                            |
|              | Henningsomyces                             |
|              |                                            |
|              | Omphalotus                                 |
|              |                                            |
|              | Clitocybula                                |
|              |                                            |
|              | Hydropus                                   |
|              |                                            |
|              | Gymnopus                                   |
|              |                                            |
|              | Micromphale                                |
|              |                                            |
|              | Lentinula                                  |
|              |                                            |
|              | Baeospora                                  |
|              |                                            |
|              | Macrocystidia                              |
|              |                                            |
|              | Mycetinis                                  |
|              |                                            |
|              | Anthracophyllum                            |
|              |                                            |
|              | Campanella                                 |
|              |                                            |
|              | Cephaloscypha                              |
|              |                                            |
|              | Lactocollybia                              |
|              |                                            |
|              | Moniliophthora                             |
|              |                                            |
|              | Nochascypha                                |
|              |                                            |
|              | Rectipilus                                 |
|              |                                            |
|              | Anastrophella                              |
|              |                                            |
|              | Neonothopanus                              |
|              |                                            |
|              | Lecanocybe                                 |
|              |                                            |
|              | Gerronema                                  |
|              |                                            |
|              | Stipitocyphella                            |
|              |                                            |
|              | Rhodocollybia                              |
|              |                                            |
|              | Trogia                                     |
|              |                                            |
|              | Hymenogloea                                |
|              |                                            |
|              | Tetrapyrgos                                |
|              |                                            |
|              | Hispidocalyptella                          |
|              |                                            |
|              | Stromatocyphella                           |
|              |                                            |
|              | Skepperiella                               |
|              |                                            |
|              | Phaeodepas                                 |
|              |                                            |
|              | Manuripia                                  |
|              |                                            |
|              | Epicnaphus                                 |
|              |                                            |
|              | Amyloflagellula                            |
|              |                                            |
| Megacollybia | \| \| Megacollybia platyphylla \| \| \| \| |
|              | \| \| Megacollybia platyphylla \| \| \| \| |
|              | Fissolimbus                                |
|              |                                            |
|              | Chaetocalathus                             |
|              |                                            |
|              | Aphyllotus                                 |
|              |                                            |
|              | Pseudotyphula                              |
|              |                                            |
|              | Pleurocybella                              |
|              |                                            |
|              | Cymatella                                  |
|              |                                            |
|              | Deigloria                                  |
|              |                                            |
|              | Metulocyphella                             |
|              |                                            |
|              | Dactylosporina                             |
|              |                                            |
|              | Cymatellopsis                              |
|              |                                            |
|              | Megacollybia platyphylla                   |
|              |                                            |

|  | Megacollybia platyphylla |
|  |                          |